# Khaqani Shirvani
Khaqani, ou Khaghani, Shirvani (né vers 1126 à Shamakhi et mort vers 1199 à Tabriz) originaire du Shirvan (dans l'actuel Azerbaïdjan) est un poète perse dont l'importance réside principalement dans ses brillants poèmes de cour, ses satires et ses épigrammes.

## Biographie
Son père était un charpentier musulman et sa mère une chrétienne nestorienne. Encore jeune il écrit des poèmes lyriques sous le nom de Al-Haqâ'iqî (de l'arabe : ḥaqāʾiqī, حقائقي, légitime ; légal ; exact). Il est remarqué par le shirvanshah Manuchehr III et prend alors son nom de Khaqani,.
Mêlé à des disputes, il part pour le pèlerinage à La Mecque, au cours de ce voyage il écrit un long poème qui fait le récit de son périple (1156/1157). À son retour, il est emprisonné pour une raison inconnue. Ce séjour en prison lui inspire un poème de prison. 
Il refait le pèlerinage à La Mecque en 1171. Après la mort de son fils et de son épouse il fait le pèlerinage une troisième fois en 1175, mais ne rentre pas au Shirvan et s'installe à Tabriz où il écrit la plupart des poèmes qui constituent son divan. Ses qasidas sont appréciées de Jalal al-Din Rumi. 
L'originalité de Khaqani réside dans son recours à des images chrétiennes dans ses poèmes.